# لیبرالیسم در ایالات متحده آمریکا
لیبرالیسم در ایالات متحده آمریکا (به انگلیسی: Liberalism in the United States) فلسفهٔ سیاسی گسترده‌ایست که بر حقوق طبیعی اشخاص تمرکز دارد. آرمان‌های بنیادین لیبرالیسم مبنی بر آزادی بیان، آزادی مطبوعات، آزادی دین برای همهٔ نظام‌های عقیدتی، جدایی دین از سیاست، حق رعایت تشریفات قانونی، برابری در برابر قانون به عنوان شالوده‌های مشترک همهٔ جریان‌های طیف تفکر لیبرالی به صورت گسترده مورد قبول واقع شده‌اند. کانون اصلی لیبرالیسم مدرن در ایالات متحده شامل مواردی نظیر حق رأی برای تمامی شهروندان بالغ، حقوق برابر، عدالت زیست‌محیطی، و فراهم آوردن خدمات اجتماعی نظیر فرصت‌های برابر آموزشی، دسترسی به مراقبت‌های بهداشتی، زیرساخت‌های حمل و نقل، تأمین غذای گرسنگان و پناهگاه برای بی‌خانمانان از سوی دولت است. برخی از لیبرال‌های آمریکایی که خود را لیبرال کلاسیک، نولیبرال، یا لیبرترین می‌نامند از آرمان‌های بنیادین لیبرالیسم حمایت می‌کنند ولی با تفکرات لیبرالیسم مدرن مخالفت می‌ورزند زیرا عقیده دارند که آزادی اقتصادی از برابری فرصت‌ها مهم‌تر است و ارتقای رفاه عمومی جامعه خارج از حوزهٔ وظایف قانونی دولت است.
در ایالات متحده از دههٔ ۱۹۳۰ کاربرد اصطلاح لیبرالیسم بدون کلمه‌ای که آن را توصیف کند معمولاً به لیبرالیسم مدرن برمی‌گردد. لیبرالیسم مدرن فلسفه‌ای سیاسیست که با طرح نیودیل فرانکلین روزولت و بعدها با طرح جامعه بزرگ لیندون جانسون توسعه یافت و حالت اجرایی گرفت. لیبرالیسم مدرن نوعی لیبرالیسم اجتماعی است که اداره پیشرفت کار و قانون امنیت اجتماعی ۱۹۳۵، قانون حقوق مدنی ۱۹۶۴، قانون تشویق سرمایه‌گذاری محلی و قانون حقوق رأی ۱۹۶۵ از دستاوردهایش به‌شمار می‌آیند.
لوئیس هارتز عقیده داشت لیبرالیسم در ایالات متحده با لیبرالیسم در سایر نقاط جهان تفاوت دارد زیرا که ایالات متحده هیچ‌گاه نخبه‌سالاری موروثی نداشته و بنابراین از مضرات جنگ طبقاتی که اروپا را درنوردید در امان مانده‌است.